# Холл-Плейс
Холл-Плейс (англ. Hall Place) — исторический особняк в боро Бексли на юго-востоке Лондона, построенный в 1537 году для Джона Чемпниса, богатого торговца и бывшего лорд-мэра Лондона. Дом был расширен в 1649 году сэром Робертом Остином, купцом из Тентердена в Кенте. Особняк является памятником архитектуры I класса и памятником культуры и окружен садом площадью 65 гектаров. Он расположен на шоссе A223, Борн-роуд, к югу от Уотлинг-стрит (A207) и к северу от развязки «Чёрный принц» между двухполосной автострадой A2 и двумя менее крупными дорогами.

## История

### XVI и XVII века
Строительство на Холл Плейс началось в 1537 году для богатого торговца, сэра Джона Чампниса, лорд-мэра Лондона. Строительные материалы включали камень, переработанный из близлежащего бывшего монастыря, аббатства Леснис. Дом Джона Чампниса состоял из великолепного центрального большого зала, пересечённого с одной стороны служебным крылом, а с другой — жилыми помещениями для высокопоставленной семьи, включая гостиную и большие покои. Внешние стены представляют собой характерный шашечный узор из кремня и бутового камня — пример стиля кладки, популярного в конце XV и XVI веков.
В 1649 году дом был продан богатому городскому торговцу, сэру Роберту Остину (1587—1666), который пристроил второе крыло из красного кирпича, увеличив площадь дома вдвое. Не было предпринято никаких попыток гармонизировать две половины, которые были построены в весьма контрастных архитектурных стилях. 10 июля 1660 года Остин стал 1-м баронетом Холл-Плейс в Бексли и некоторое время занимал пост верховного шерифа Кента.

### XVIII и XIX века
Дом оставался в семье Остинов до середины XVIII века, когда 4-й баронет Роберт Остин умер, поместье приобрёл его дальний родственник, Фрэнсис Дэшвуд. Он был политиком и канцлером казначейства в 1762—1763 годах, а также был известным распутником и основателем тайного и аморального клуба «адского пламени». Холл-Плейс был одним из нескольких домов, которыми владела и управляла семья Дэшвудов. Главное их поместье находилось в Уэст-Уиком-парке в Бакингемшире. С 1795 года Холл-Плейс сдавался в аренду под школу для молодых джентльменов.
Мейтланд Дэшвуд, внук сэра Фрэнсиса, произвёл значительные изменения в структуре поместья Холл-Плейс, начиная с 1870-х годов. Мейтланд и его архитектор Роберт Уильям Эдис пристроили лоджию, подключили водопровод и изменили интерьер, добавив большую часть изящных деревянных панелей и паркетных полов. Эти улучшения были сделаны для того, чтобы подготовить дом к сдаче в аренду.
В XIX-м и начале XX-го века была заключена серия краткосрочных договоров аренды с аристократами и модниками. Арендаторы в этот период отражали новую гламурную предвоенную элиту и включали барона Эмиля д’Эрланже и его жену Матильду, американку, бывшую девушку из Gaiety.
Последним жильцом Холл-Плейс была леди Лимерик, которая жила здесь одна с 1917 по 1943 годы. Она добавила ряд элементов в стиле Тюдоров, включая балки и камины. Статья о леди Лимерик и доме появилась в выпуске журнала County Life за 1922 год.

### Вторая мировая война
В январе 1944 года 6811-й отряд Сигнальной службы армии США прибыл в Холл-Плейс для работы на станции перехвата под кодовым названием «Санта-Фе». Эта станция была создана в духе нового сотрудничества между британскими и американскими спецслужбами.
Сигнальный корпус должен был участвовать в операции «Ультра» по взлому кода «Энигмы». Станция «Санта-Фе» перехватывала кодированные сигналы Морзе в основном от немецких ВВС и Люфтваффе. Над крышами домов были натянуты провода для радиосвязи, а кухня и Большой зал в стиле Тюдоров были превращены в «комнаты для настройки» с рядами радиоприёмников Hallicrafters, выстроенными на деревянных столах. Большая гостиная стала солдатским общежитием.
После войны Холл-Плейс использовался в качестве пристройки к местной технической школе для девочек. С 1968 по 1995 годы здание использовалось в качестве штаб-квартиры службы библиотек и музеев Бексли.

## Холл-Плейс и сады сегодня
Сегодня Холл Плейс восстановлен в соответствии с оригинальным дизайном эпохи Тюдоров и более позднего XVII века. Объект находится под управлением благотворительной организации Bexley Heritage Trust.
В июне 2005 года Bexley Heritage Trust получил грант в размере 2 миллионов фунтов стерлингов от Фонда наследия Национальной лотереи на развитие и улучшение территории на благо посетителей. Этот грант позволил построить кафе Riverside Cafe вдоль реки Крей, новый центр для посетителей и образовательный центр. Конюшенный корпус XVII века был также переоборудован в художественную галерею, где представлены работы местных художников. Сам дом используется в качестве выставочного пространства.

## Сады
Поместье Холл-Плейс включает 65 гектаров ландшафтных садов и территорий, топиар лужайку, сад с травами, тропический сад и длинные травянистые бордюры в стиле коттеджного сада.
Сады в Холл-Плейс были впервые открыты для публики в 1952 году герцогиней Кентской. Знаменитые топиарии в Холл-Плейс, «Звери королевы», были посажены в 1953 году в честь коронации королевы Елизаветы II.
В бывших обнесённых стеной садах есть дом тропических бабочек и вольер для сов. Среди образцовых деревьев на территории парка — индийское бобовое дерево (Catalpa bignonioides), красное дерево (Sequoia sempervirens) и чёрный тополь (Populus nigra), посаженный в честь бриллиантового юбилея королевы в 2012 году местным мэром и заместителем лейтенанта Бексли.
Участок получил награду «Зелёный флаг» за превосходство в поддержании общественного парка или сада в течение 20 лет подряд с 1996 по 2016 годы, в знак признания высоких стандартов содержания и выращивания растений на участке.

## Галерея

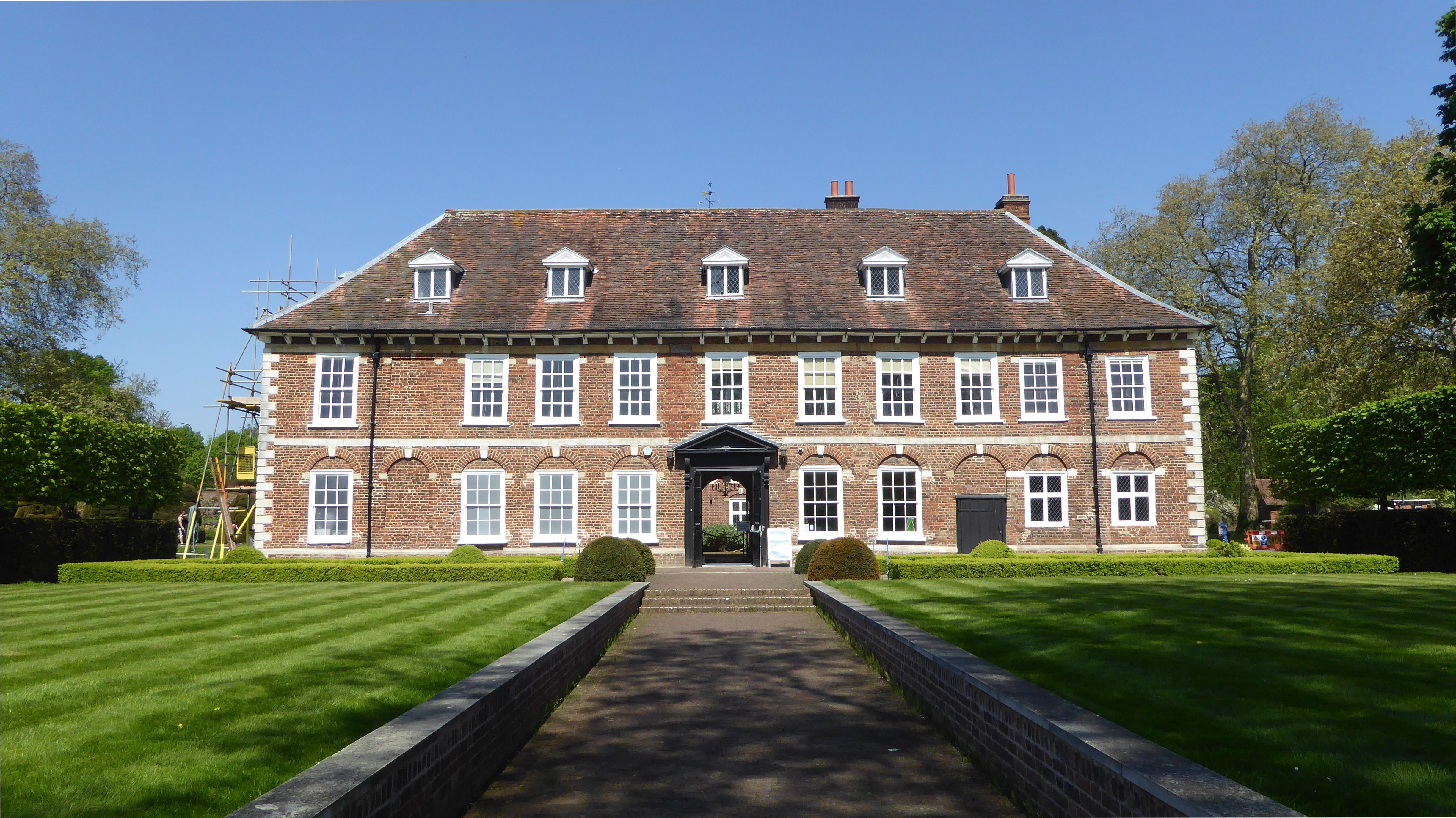
Южный фасад Холл-Плейс
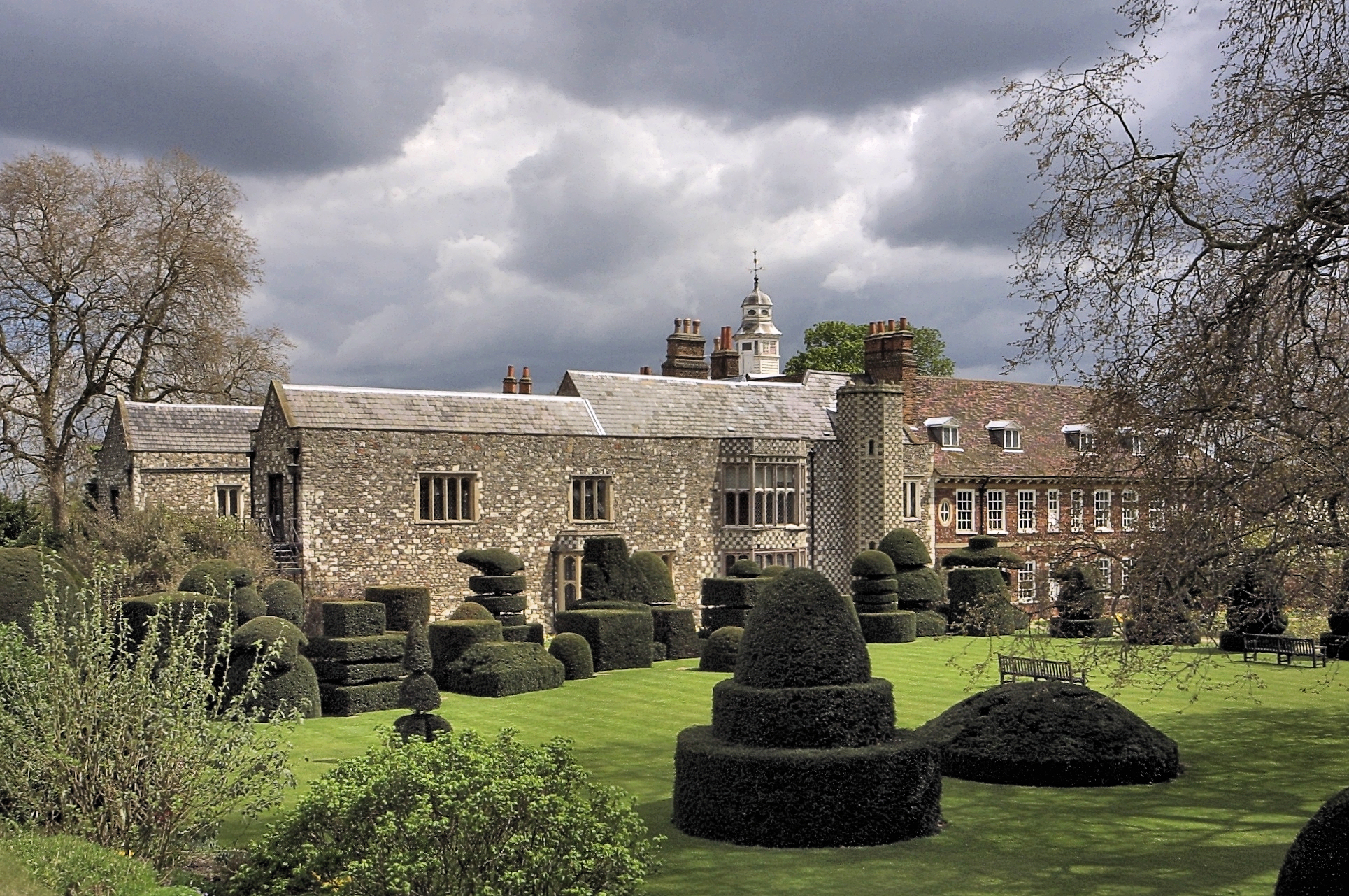
Вид на Холл Плейс и топиарный сад
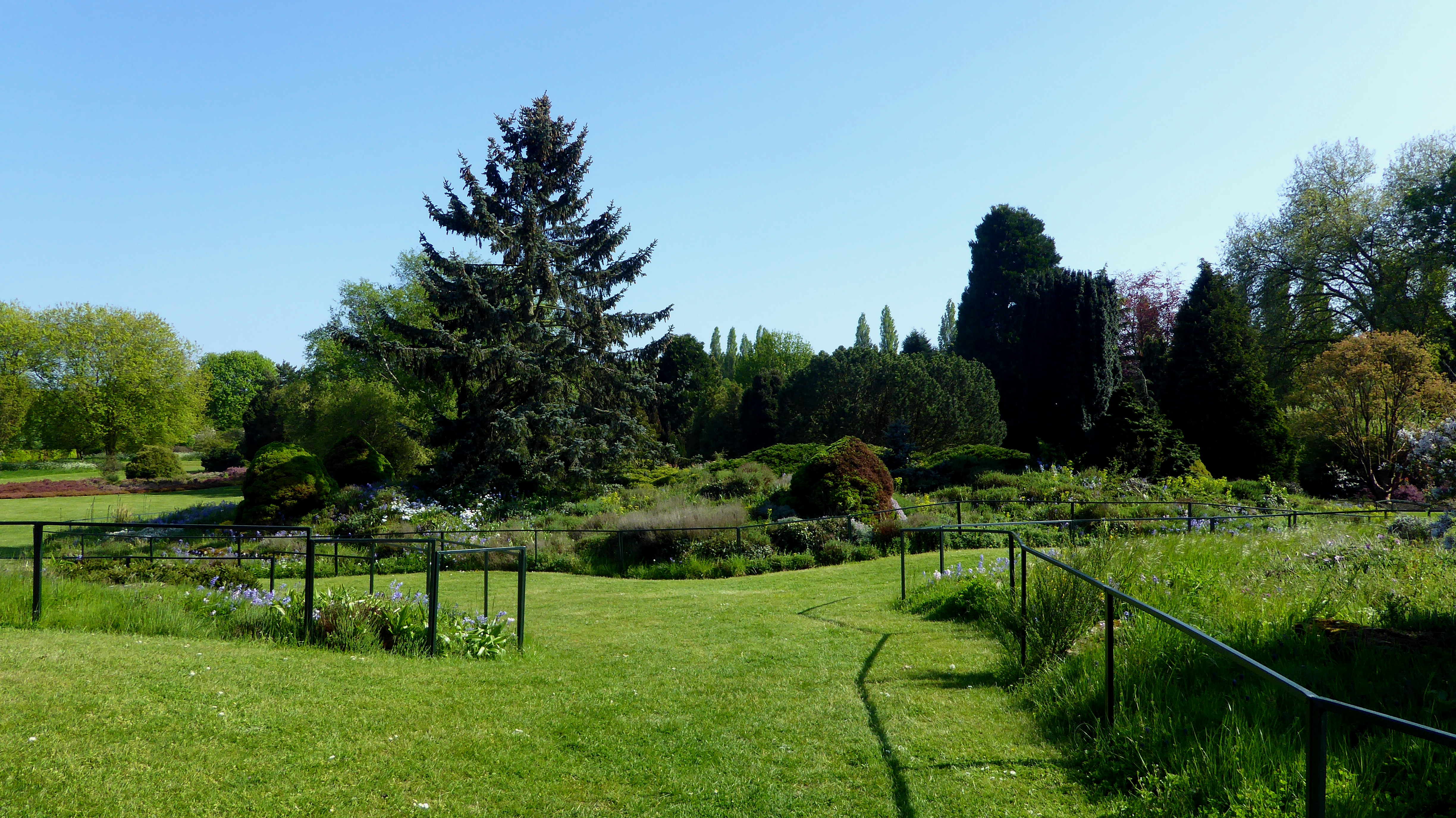
Декоративный сад в Холл-Плейс
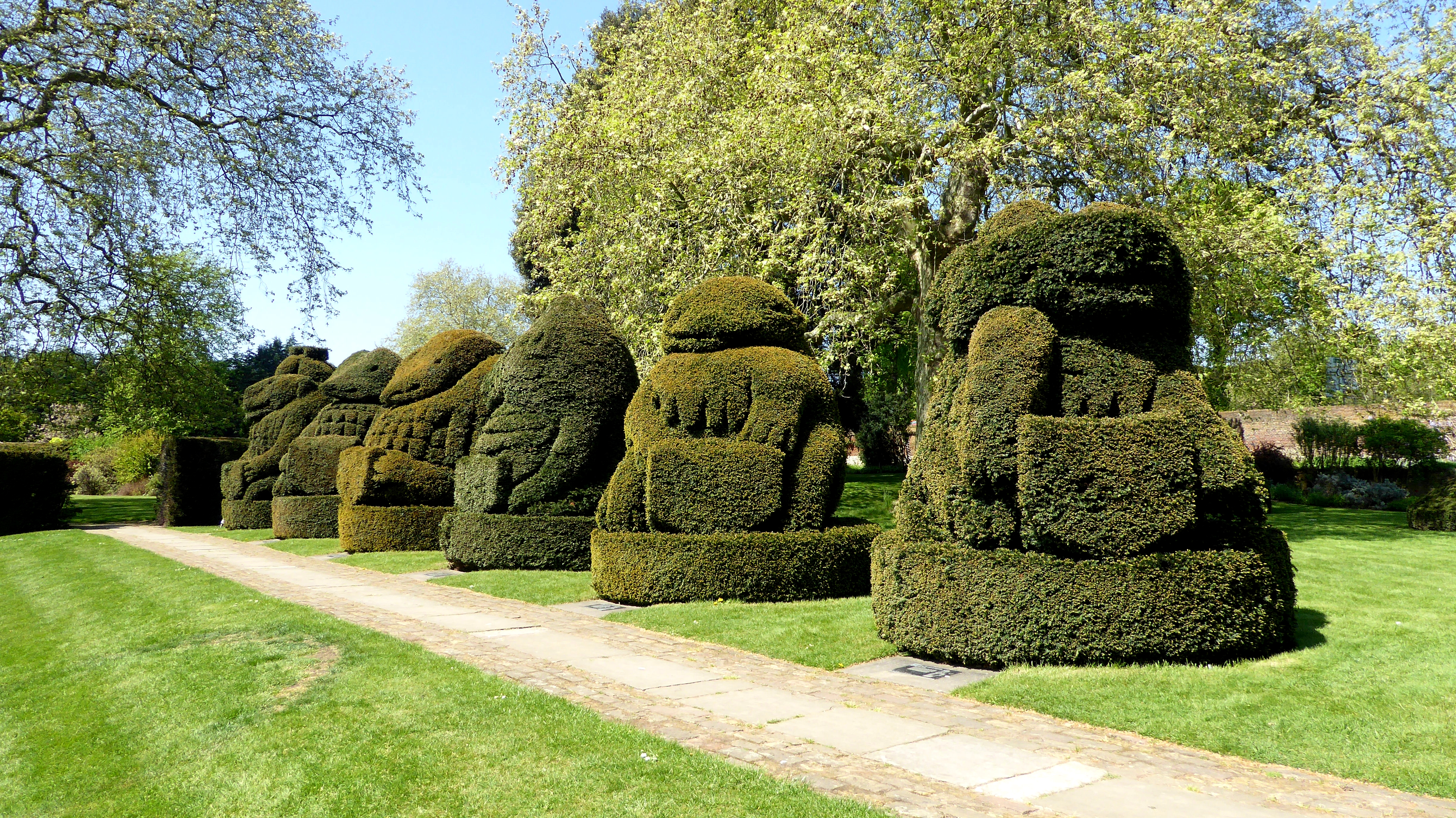
Топиарные животные